# 独立西班牙电台
独立西班牙电台，又称比利牛斯电台（La Pirenaica），是流亡中的西班牙共产党于1941年7月22日在苏联莫斯科创建的电台，用于向西班牙境内传播信息和宣传。独立西班牙电台创建后不久，受苏德战争影响，电台迁往乌法。1955年，电台又迁往罗马尼亚布加勒斯特。1977年7月14日，随着西班牙民主转型，独立西班牙电台在西班牙马德里播出了最后一次节目，内容为旨在制定1978年西班牙宪法的议会第一次会议。